# Claudia Schiffer
Claudia Maria Schiffer (ur. 25 sierpnia 1970 w Rheinbergu) – niemiecka modelka, aktorka i projektantka mody. Zyskała sławę na początku lat 90. jako jedna z najbardziej uznanych modelek na świecie. W swojej początkowej karierze porównana była do Brigitte Bardot. Obok Tyry Banks, Lindy Evangelisty, Cindy Crawford, Naomi Campbell, Christy Turlington, Elle Macpherson, Tatjany Patitz, Amber Valletty, Pauliny Porizkovej, Karen Mulder, Gisele Bündchen i Heidi Klum stała się najlepiej zarabiającą modelką. Weszła do Księgi Guinnessa jako modelka, która najczęściej pojawiała się na okładkach czasopism na całym świecie. Zajęła trzecie miejsce na liście 20 ikon opublikowanych przez Models.com.

## Życiorys

### Młodość
Urodziła się i dorastała w Rheinbergu w rodzinie rzymskokatolickiej jako córka Gudrun i adwokata Heinza Schiffera. Wychowywała się z trójką młodszego rodzeństwa: siostrą Ann Carolin oraz braćmi – Stefanem i Andreasem. Uczęszczała najpierw do katolickiej szkoły publicznej im. Św. Piotra, a później do Amplonius-Gymnasium. Jako dziecko chciała zostać prawniczką w biurze jej ojca.

### Kariera
W październiku 1987 roku wraz z kilkoma przyjaciółmi przybyła do Düsseldorfu na imprezę, podczas której zauważył ją agent modelek Michel Levaton i zaproponował jej kontrakt. Z piękną twarzą, ciałem o wymiarach 95-62-92, wzrostem 180 cm, wadze 58 kg i lśniącymi włosami blond, Schiffer w wieku 17 lat wyjechała do Paryża i rozpoczęła pracę modelki. W ciągu dwóch lat jej twarz zdobiła 700 pierwszych stron najważniejszych magazynów o modzie, w tym „Elle”, „Vogue”, „Harper’s Bazaar”, „Cosmopolitan”, a także na opiniotwórczych „Vanity Fair”, „People”, „Rolling Stone”, „The New York Times”. W 1990 roku zaczęła pracować na najlepszych światowych wybiegach dla słynnego projektanta Karla Lagerfelda, który stał się nowym obliczem Chanel; była uznawana za najważniejszą modelkę w historii tego domu mody, reklamowała perfumy Cristalle. Ponadto brała udział w pokazach takich projektantów jak Versace, Dolce & Gabbana, Ralph Lauren, Valentino i Christian Dior.
W reklamach domu mody Versace wystąpiła razem z Christy Turlington, Cindy Crawford, Stephanie Seymour i Nadją Auermann.
Reklamowała m.in. domy mody takie jak: Chanel, Versace, Ebel oraz produkty L’Oréalu, Revlonu (razem z Heleną Christensen) czy Pepsi.
W 1990 i 1991 roku została wybrana przez magazyn „People” jako jedna z 50 najpiękniejszych ludzi na świecie.
Razem z Christy Turlington, Elle Macpherson i Naomi Campbell otworzyła w Paryżu i Nowym Jorku restaurację o nazwie Fashion Cafe.
Wystąpiła także w kilku filmach, w tym w czarnej komedii Roberta Altmana Prêt-à-Porter (1994), dramacie Abela Ferrary Zaćmienie (Blackout, 1997) u boku Matthew Modine’a, Dennisa Hoppera i Béatrice Dalle czy bożonarodzeniowej komedii romantycznej Richarda Curtisa To właśnie miłość (Love Actually, 2003), a także w teledysku zespołu Bon Jovi do piosenki Say It Isn’t So (2000) z Arnoldem Schwarzeneggerem, Emilio Estevezem i Mattem LeBlankiem oraz wideoklipie grupy Westlife „Uptown Girl” (2001) z Timem McInnerny, Jamesem Wilby i Ioanem Gruffuddem.
W 2000 roku została ambasadorem dobrej woli UNICEF.
W 2006 roku wraz z brazylijskim piłkarzem Pelé, dokonała otwarcia mundialu w Niemczech, a w przeprowadzonym przez telewizję Channel 4 rankingu na najlepsze modelki w historii zajęła 5. miejsce. W tym samym roku wystąpiła w reklamie Pepsi u boku francuskiego piłkarza Thierry’ego Henry’ego.
W 2007 roku powróciła do aktywnej pracy w zawodzie. Wzięła udział w kampanii reklamowej przedsiębiorstwa produkującego szampany Dom Pérignon. Zastąpiła w niej Czeszkę Evę Herzigovą, która z powodu ciąży musiała wycofać się z projektu. Zdjęcia wykonał Karl Lagerfeld. Ponadto znowu rozpoczęła współpracę z domem mody Chanel.

### Życie prywatne
Spotykała się Richie Samborą, gitarzystą zespołu Bon Jovi. W 1992 roku widziano ją w klubie nocnym w towarzystwie Axla Rose’a, lidera amerykańskiej grupy Guns N’ Roses. W latach 1992–1993 zaręczona była z księciem Albertem z Monako, synem amerykańskiej aktorki Grace Kelly i księcia Rainiera. Byli najczęściej fotografowaną parą tamtego okresu. Rozstali się jednak przed planowanym ślubem. W lipcu 1993 roku spotykała się z muzykiem Peterem Gabrielem. Przez ponad sześć lat, od listopada 1993 do września 1999 roku, była w związku z iluzjonistą Davidem Copperfieldem. 25 maja 2002 roku wyszła za mąż za reżysera i producenta Matthew Vaughna, z którym ma troje dzieci: syna Caspara Matthew (ur. 30 stycznia 2003) oraz dwie córki: Clementine (ur. 9 listopada 2004) i Cosimę (ur. 14 maja 2010).

## Filmografia
| Rok  | Tytuł                                    | Rola                  | Reżyser           |
| ---- | ---------------------------------------- | --------------------- | ----------------- |
| 1992 | Inferno (TV)                             | w roli samej siebie   | Ellen Von Unwerth |
| 1994 | Prêt-à-Porter                            | w roli samej siebie   | Robert Altman     |
| 1994 | Richie milioner (Richie Rich)            | instruktorka aerobiku | Donald Petrie     |
| 1996 | MADtv (serial TV)                        | w roli samej siebie   | John Blanchard    |
| 1997 | Zaćmienie (Blackout)                     | Susan                 | Abel Ferrara      |
| 1999 | Desperate But Not Serious                | Gigi                  | Bill Fishman      |
| 1999 | Czarne i białe (Black and White)         | Greta                 | James Toback      |
| 2000 | Meeting Genevieve (film krótkometrażowy) | Genevieve             | Luis Mandoki      |
| 2001 | Zoolander                                | w roli samej siebie   | Ben Stiller       |
| 2001 | Pościg (In Pursuit, wideo)               | Catherinne Wells      | Peter Pistor      |
| 2002 | Life Without Dick                        | Mary                  | Bix Skahill       |
| 2002 | Dharma i Greg (serial TV)                | Gretchen              | Chuck Lorre       |
| 2003 | To właśnie miłość (Love Actually)        | Carol                 | Richard Curtis    |